# Yagyū Jūbei
Yagyū Jūbei Mitsuyoshi (柳生 十兵衞 三厳 (Liễu Sinh Thập Binh Vệ Tam Nghiêm) 1607-1650), hay gọi ngắn gọn là Yagyū Jūbei, là một kiếm khách và Samurai nổi tiếng trong lịch sử Nhật Bản thời phong kiến và trong văn hóa Nhật Bản. Ông phục vụ liên tiếp qua hai đời Shōgun nhà Tokugawa là Hidetada và Iemitsu. Hình tượng phổ biến của ông là một samurai bị chột. Khi còn nhỏ Jubei đã mất đi con mắt trái khi đang tập kiếm với cha mình. Sinh ra với năng khiếu đặc biệt về kiếm thuật, người ta truyền nhau rằng người duy nhất có khả năng đối đầu với kiếm thánh Miyamoto Musashi chỉ có mình Jubei. Đến năm 20 tuổi thì Jubei đã thông thạo hết tất cả các món võ nghệ của dòng Yagyu, trừ tuyệt chiêu Tsuki Kage. Cho đến nay thì cùng với Miyamoto Musashi, Yagyu Jubei đã trở nên bất tử vì võ công xuất chúng và khí lượng của mình, và hai nhân vật này luôn là đề tài chính cho các bộ phim, tiểu thuyết võ hiệp Nhật Bản cũng như các thể loại trò chơi điện tử (game).